# Liste der FFH-Gebiete im Landkreis Roth
Die Liste der FFH-Gebiete im Landkreis Roth zeigt die FFH-Gebiete des mittelfränkischen Landkreises Roth in Bayern.
Teilweise überschneiden sie sich mit bestehenden Natur-, Landschaftsschutz- und EU-Vogelschutzgebieten.
Im Landkreis befinden sich insgesamt fünf und zum Teil mit anderen Landkreisen überlappende FFH-Gebiete.